# يونس بلهندة
يونس بلهندة (بالفرنسية: Younès Belhanda) لاعب كرة قدم مغربي من مواليد 25 فبراير/شباط 1990 بمدينة أفينيون يلعب لنادي الشمال القطري. بدأ اللعب في فئة الشباب مع نادي مونبيلييه سنة 2005، قبل أن يلعب في الفريق الأول سنة 2009. لعب أول مقابلة دولية في مباراة ودية ضد ايرلندا الشمالية في 17 نوفمبر/تشرين الثاني 2010، في حين سجل أول هدف دولي في مرمى النيجر في كأس الأمم الأفريقية 2012.

## مسيرته الكروية

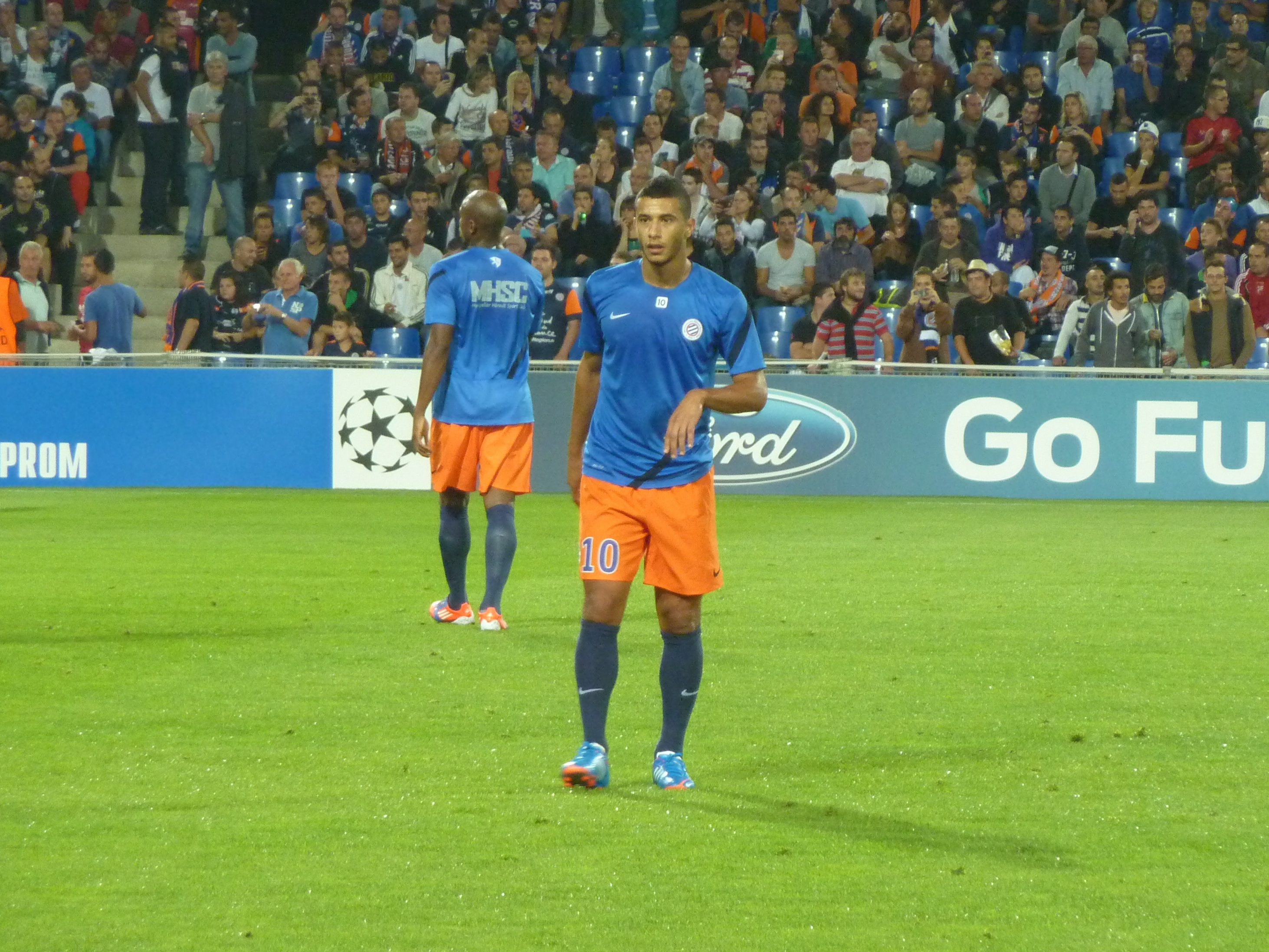
اللاعب يونس بلهندة

نشأ يونس بلهندة في فريق مونبلييه، وهو يلعب كعنصر أساسي، وفي سنة 2009 صعد إلى الفريق الأول وقادهم إلى تحقيق لقب الدوري الأول فتاريخ النادي لعام 2012. هذا الموسم الرائع له توج بجائزة أفضل لاعب أفريقي في الدوري الفرنسي، بالإضافة إلى جائزة أفضل لاعب شاب في الدوري، بالإضافة إلى جائزة هدف الموسم في الدوري الفرنسي بمقصية ضد نادي مارسيليا. الرقم هو أيضًا في الدوري الفرنسي من النوع الأول. تم انتقل إلى أوكرانيا مع نادي دينامو كييف سنة 2013 حقق معهم بطولات الدوري والكأس، تم انتقل الى الدوري الألماني من بوابة نادي شالكه، ليعود بعدها إلى الدوري الفرنسي وتحديدا نادي نيس.
بدأ مسيرته الدولية مع شبان فرنسا تحت 20 عامًا، بعدها متل منتخبه المغرب وشارك معه في كأس الأمم الأفريقية تلات مرات وكأس العالم مرة. لعب مع المدرب هيرفي رينارد كأس العالم 2018 وكأس الأمم الإفريقية 2019.

## الإنجازات

### النادي
مونبلييه
- الدوري الفرنسي الدرجة الأولى (1) : 2011–12

 دينامو كييف
- الدوري الأوكراني الممتاز (2) : 2014–15، 2015–16
- كأس أوكرانيا (2) : 2013–14، 2014–15

 غلطة سراي
- الدوري التركي الممتاز (2) : 2018، 2019
- كأس تركيا (1) : 2019
- كأس السوبر التركي (1) : 2019

جوائز فردية
- أفضل لاعب في الدوري الفرنسي 2012
- جائزة (UNFP) لأفضل لاعب شاب في الدوري الفرنسي: 2012.
- جائزة (UNFP) لهدف الموسم في الدوري الفرنسي: 2012 (ضد مارسيليا)
- جائزة (UNFP) للاعب الشهر في الدوري الفرنسي: نوفمبر 2012.
- جائزة أفضل لاعب أفريقي في الدوري الفرنسي: 2012
- تشكيلة الموسم في الدوري الفرنسي : 2012
- تشكيلة العام من الاتحاد الأفريقي: 2012
- تشكيلة الموسم في الدوري التركي : 2022